# Masamune Shirow
Masamune Shirow (士郎 正宗, Shirō Masamune, Kobe, 23 november 1961) is het pseudoniem van Japans mangaka Masanori Ota. De naam is gebaseerd op de legendarische Japanse zwaardsmid Masamune (正宗). Shirow is vooral bekend voor de manga Ghost in the Shell. Deze manga werd verwerkt tot twee geanimeerde langspeelfilms, twee anime relevisiereeksen, een geanimeerde televisiefilm, een anime OVA, een live-action langspeelfilm en verscheidene computerspellen. Shirow is ook bekend voor zijn erotische werken.

## Leven en carrière
Shirow werd geboren in Kobe, de hoofdstad van de Hyogo prefectuur. Hij studeerde olieverf schilderen aan de Kunstuniversiteit van Osaka. Tijdens zijn studententijd ontwikkelde hij een interesse in manga. Dit leidde tot zijn eerste eigen werk: Black Magic. Deze titel werd gepubliceerd in een dojinshi genaamd Atlas. Uiteindelijk bood Harumichi Aoki, de leider van Seishinsha, aan om zijn werk te publiceren.
Dit resulteerde in de bestseller Appleseed. De manga won in 1986 de Seiun Award. Na een professionele heruitgave van Black Magic en een tweede volume van Appleseed bracht Shirow de titel Dominion uit in 1986. Nog twee volumes van Appleseed volgden, waarna hij begon aan Ghost in the Shell.
In 2007 werkte Shirow samen met Production I.G aan de animereeks Shinreigari. Met dit project vierde Production I.G zijn twintigste verjaardag. Een latere samenwerking volgde in april 2008 onder de naam Real Drive.

## Trivia
Shirow's Appleseed was de allereerste mangastrip die officieel in het Nederlands werd uitgegeven. Dit gebeurde in 1995 door uitgeverij Mana.

### Manga
- Black Magic (1983)
- Appleseed (1985)
- Dominion (1986)
- Ghost in the Shell (1989; Engelse vertaling in 1995)
- Orion (1991)
- Dominion C1 Conflict (1995)
- Ghost in the Shell 2: Man-Machine Interface (2001; Engelse vertaling in 2005)
- Ghost in the Shell 1.5: Human-Error Processor (2003; Engelse vertaling in 2007)
- Pandora in the Crimson Shell: Ghost Urn (2012, concept)

### Kunstenaarsboeken
Een groot deel van Shirow's oeuvre werd uitgebracht als kunstenaarsboek en posterboeken. Hieronder volgt een onvolledige lijst.
- Intron Depot 1 (1992) (sciencefiction kunstboek in kleur; werk van 1981 tot 1991)
- Intron Depot 2: Blades (1998) (fantasy kunstboek in kleur over vrouwelijke personages met harnas en wapens)
- Cybergirls Portfolio (2000)
- Intron Depot 3: Ballistics (2003) (kunstboek in militaire stijl over vrouwelijke personages met geweren)
- Intron Depot 4: Bullets (2004) (kunstboek in kleur; werk van 1995 tot 1999)
- Intron Depot 5: Battalion (2012) (illustraties voor computerspellen en animatie; werk van 2001 tot 2009)
- Intron Depot 6: Barb Wire 01 (2013) (illustraties voor romans; 2007–2010)
- Intron Depot 7: Barb Wire 02 (2013) (illustraties voor romans; 2007–2010)
- Kokin Toguihime Zowshi Shu (2009)
- Pieces 1 (2009) - Premium Gallery
- Pieces 2 (2010) - Phantom Cats
- Pieces 3 (2010) - Wild Wet Quest
- Pieces 4 (2010) - Hell Hound 01
- Pieces 5 (2011) - Hell Hound 02
- Pieces 6 (2011) - Hell Cat
- Pieces 7 (2011) - Hell Hound 01 & 02
- Pieces 8 (2012) - Wild Wet West
- Pieces 9 (2012) - Kokon Otogizoshi Shu Hiden
- Pieces GEM 01 (2014) - The Ghost in The Shell Data
- Pieces GEM 02 (2015) - Neuro Hard
- W-Tails Cat 1 (2012)
- W-Tails Cat 2 (2013)
- W-Tails Cat 3 (2016)
- Greaseberries 1 (2014)
- Greaseberries 2 (2014)

### Galgrease
Galgrease (gepubliceerd in Uppers Magazine, 2002) is een verzameling van erotische manga en posterboeken van Shirow. Het dankt zijn naam aan het feit dat de dames die er in voorkomen er vaak uitzien alsof ze ingeolied zijn.)
De eerste reeks van Galgrease boekjes bevatte vier delen in de volgende settings: settings:
- Wild Wet West (Wilde Westen)
- Hellhound (Horror)
- Galhound (sciencefiction)

De tweede reeks bevatte twaalf delen in de volgende werelden:
- Wild Wet Quest (Een sequel voor Wild Wet West in de stijl van Tomb Raider of Indiana Jones)
- Hellcat (piraten)
- Galhound 2 (sciencefiction)

### Kleine werken
- Areopagus Arther (1980), uitgegeven in ATLAS (dojinshi)
- Yellow Hawk (1981), uitgegeven in ATLAS (dojinshi)
- Colosseum Pick (1982), uitgegeven in Funya (dojinshi)
- Pursuit (Manga) (1982), uitgegeven in Kintalion (dojinshi)
- Opional Orientation (1984), uitgegeven in ATLAS (dojinshi)
- Battle on Mechanism (1984), uitgegeven in ATLAS (dojinshi)
- Metamorphosis in Amazoness (1984), uitgegeven in ATLAS (dojinshi)
- Arice in Jargon (1984), uitgegeven in ATLAS (dojinshi)
- Bike Nut (1985), uitgegeven in Dorothy (dojinshi)
- Gun Dancing (1986), uitgegeven in Young Magazine Kaizokuban
- Pile Up (manga, two parts) (1987), uitgegeven in Young Magazine Kaizokuban
- Colosseum Pick (1990), uitgegeven in Comic Fusion Atpas (dojinshi)
- Neuro Hard - The planet of a bee (twee delen in 1992, vier in 1993, vier in 1994), uitgegeven in Comic Dragon

### Overig werk
- Design van de MAPP1-SM mouse series[5] (2002, in opdracht van Elecom)

## Anime

### Film
- Ghost in the Shell (1995) door Mamoru Oshii
- Ghost in the Shell 2: Innocence (2004) door Mamoru Oshii
- Appleseed (2004) door Shinji Aramaki
- Ghost in the Shell: Stand Alone Complex - Solid State Society (2006) door Kenji Kamiyama
- Appleseed Ex Machina (2007) door Shinji Aramaki en John Woo
- Appleseed Alpha (2014) door Shinji Aramaki en Joseph Chou
- Ghost in the Shell: The New Movie (2016)

### OVA's
- Black Magic M-66 (1987) door Hiroyuki Kitakubo en Masamune Shirow (dit is de enige anime waaraan Shirow rechtstreeks meewerkte)
- Appleseed (1988) door Kazuyoshi Katayama
- Dominion (1988) door Takaaki Ishiyama en Kôichi Mashimo
- New Dominion Tank Police (1990) door Noboru Furuse en Junichi Sakai
- Landlock (1995) door Yasuhiro Matsumura (enkel de karakter- en mecha-designs)
- Gundress (1999) door Junichi Sakai (enkel de karakter- en mecha-designs)
- Tank Police Team: Tank S.W.A.T. 01 (2006) door Romanov Higa
- Kakuko no Pandora - Ghost Urn (2015)[6]

### Televisie
- Ghost in the Shell: Stand Alone Complex (2003) door Kenji Kamiyama
- Ghost in the Shell: S.A.C. 2nd GIG (2004) door Kenji Kamiyama
- Shinreigari/Ghost Hound (2007); in samenwerking met Production I.G
- Real Drive (2008); in samenwerking met Production I.G
- Appleseed XIII (2011)
- Ghost in the Shell: Arise (2013) door Kazuchika Kise

## Computerspellen

### Arcade
- Horned Owl (lightgun schietspel)

### PC Engine
- Toshi Tensou Keikaku: Eternal City (action platformer)

### Super Famicom
- Appleseed

### Nintendo DS
- Fire Emblem: Shadow Dragon (Strategie RPG)

### PlayStation
- Ghost in the Shell
- Yarudora Series Vol. 3: Sampaguita
- Project Horned Owl
- Gundress

### PlayStation 2
- Ghost in the Shell: Stand Alone Complex
- Appleseed EX (enkel uitgegeven in Japan)

### PlayStation Portable
- Ghost in the Shell: Stand Alone Complex
- Yarudora Series Vol. 3: Sampaguita

### Microsoft Windows
- Ghost in the Shell: Stand Alone Complex - First Assault Online